# 泰康人寿
泰康保险集团是总部位于中国北京的一家保险金融服务集团，核心业务涵盖保险、资管、医养。前身为泰康人寿保险，成立于1996年。泰康保险集团连续六年入围《财富》世界500强榜单。创始人、董事长兼CEO陈东升。

## 历史
公司于1996年8月22日由陈东升建立并担任泰康人寿首席执行官。2007年11月，泰康资产管理（香港）有限公司在香港注册成立，已获得QFII（合格境外机构投资者）资格、RQFII（人民币境外合格机构投资者）资格，同时获准开展公募业务。先后投资了中石油西气东输管线项目、京沪高铁项目、招商公路股权项目等基础设施领域的股权项目。2011年4月，高盛集团（Goldman Sachs）与泰康人寿股份有限公司签约，收购泰康12.5622%（3.4284億股）的股权，成为该公司的第二大股东。2015年，泰康资产获公募基金牌照。2016年泰康人寿斥资2.3亿美元入股拍賣行巨頭苏富比（Sotheby's）13.52%的股權，成為苏富比最大股東。2017年11月，腾讯携手泰康在线，推出保险平台"微保"，用户可以通过微信与QQ平台直接进行保险购买、查询以及理赔。2019年11月8日安聯以10億美元（折合約78億港元），向高盛集团收購泰康人寿的3.9662%股權，完成交易後，高盛的股權降至8.5960%（2.3460億股）。2021年9月，泰康人壽獲中國銀保監批准設立香港子公司，泰康香港籌備辦公室於2023年4月27日開幕。目前泰康人寿正在清理国有资产，谋求三年内“A+H”股在上海和香港上市。

## 子公司

### 泰康资产管理有限责任公司，下设：
泰康资产管理（香港）有限公司
北京泰康投资管理有限公司
泰康基金管理有限公司
泰康健康产业基金

### 泰康健康产业投资控股有限公司（泰康健投）

#### 泰康之家
目前在北京、天津、呼和浩特、武汉、长沙、郑州、上海、苏州、杭州、宁波、南昌、厦门、合肥、南京、青岛、福州、温州、济南、成都、重庆、昆明、沈阳、广州、南宁、深圳、三亚、佛山、长春、贵阳、西安、无锡等城市运营。

#### 泰康医疗
泰康仙林鼓楼医院，是一家三级综合医院，于2015年泰康保险集团投资南京市仙林鼓楼医院，与南京鼓楼医院合作经营。
泰康同济（武汉）医院，是一家三级综合医院，于2020年经湖北省卫生健康委员会批准执业，与华中科技大学同济医学院附属同济医院合作管理。
四川泰康医院，2023年开业接诊，“嵌入式”布局了一家以护理型为主的养老社区——泰康之家·锦官府，组成医养园区。
泰康拜博口腔，有“致力于为中产人群提供优质口腔医疗与健康服务，追求极致客户体验”的口号。
深圳前海泰康医院

## 评价
泰康保险集团曾被指向富人输送利益。